# Grandizo Munis
Manuel Fernández-Grandizo Martínez (Torreón, México, 1912 – París, 4 de febrero de 1989), más conocido por el seudónimo de Grandizo Munis, fue un político español, militante de la Izquierda Comunista de España y de la Cuarta Internacional.

## Biografía
Nacido en la localidad mexicana de Torreón, se trasladó a los tres años de edad a España con sus padres y creció en un pueblo jornalero de Extremadura, Llerena, en la provincia de Badajoz. 
Se afilió a la sección española de la Oposición de Izquierda de León Trotski tras asistir a su Conferencia en Lieja (Bélgica) en febrero de 1930. Participó en el especial desarrollo que vivió la Izquierda Comunista de España en Extremadura, trasladándose posteriormente a Madrid, donde participó en la Revolución de 1934. 
Defendió la entrada de la ICE en el PSOE y las Juventudes Socialistas ante el giro a la izquierda que estaban viviendo en el debate final que se vivió en el seno de la Izquierda Comunista en ese año, siendo favorable a dichas tesis impulsadas por Trotski. Sin embargo el sector partidario de las mismas quedó en minoría, fusionándose la ICE con el Bloque Obrero y Campesino para formar el POUM en septiembre de 1935. Partió hacia México en un breve viaje para encontrarse con su familia, regresando de inmediato justo antes del estallido de la guerra civil española en julio de 1936.
Tras su llegada dirigió la reconstrucción de las fuerzas trotskistas en España fundando la Sección Bolchevique-Leninista de España, que publicó el periódico La Voz Leninista. Formada por la minoría trotskista procedente de la ICE y voluntarios internacionales, solicitó el ingreso en el POUM como fracción, pero dicha propuesta fue rechazada, afiliándose la mayoría de sus miembros de forma individual. El 5 de abril de 1937 la mayoría de ellos fueron expulsados. 
Durante las Jornadas de mayo de 1937 participó junto a la Agrupación de los Amigos de Durruti de la CNT-FAI y el ala izquierda del POUM en los llamamientos a proseguir los combates frente a la contrarrevolución estalinista y sustituir al gobierno republicano por una junta revolucionaria elegida por los obreros, campesinos y soldados. 
Tras el comienzo de la represión frente a los sectores revolucionarios en la zona republicana, Munis pasó a la clandestinidad, hasta ser detenido el 12 de febrero de 1938. Tras ser torturado duramente por el NKVD y acusado sin pruebas de numerosos crímenes su juicio se planeó para el 29 de enero de 1939, pero tres días antes las tropas franquistas entraron en Barcelona, y ante su ofensiva muchos presos (entre ellos Munis) consiguieron evadirse y huyeron hacia el exilio en Francia. 
Poco después se exilió en México, donde retomó el contacto con los trotskistas españoles y fue colaborador de Natalia Sedova. Durante la Segunda Guerra Mundial, y en el seno de los debates de la Cuarta Internacional (nacida en 1938) tras el asesinato de Trotski en 1940, se mostró partidario de no defender a la URSS, a la que consideraba una potencia imperialista más y con un régimen de capitalismo de Estado. Debido a ello se escindió junto a un pequeño grupo formando Fomento Obrero Revolucionario (FOR), de escasa implantación, que publicó el boletín Alarma. Regresó en 1951 a España para participar en las huelgas de Barcelona, siendo arrestado por la dictadura franquista.
Escribió un análisis que describía a la Unión Soviética como una sociedad de Capitalismo de Estado en Partido-Estado, Estalinismo, Revolución; sus diferencias con el movimiento trotskista en Los revolucionarios ante Rusia y el estalinismo mundial y una monumental obra sobre la Revolución española en Jalones de Derrota: Promesa de Victoria.